# Kanje
Kanje este un sat din comuna Bijelo Polje, Muntenegru. Conform datelor de la recensământul din 2003, localitatea are 389 de locuitori (la recensământul din 1991 erau 413 locuitori).

## Demografie
În satul Kanje locuiesc 273 de persoane adulte, iar vârsta medie a populației este de 33,8 de ani (33,8 la bărbați și 33,7 la femei). În localitate sunt 93 de gospodării, iar numărul mediu de membri în gospodărie este de 4,18.
|  |

| Demografie | Demografie | Demografie |
| An         | Locuitori  | Locuitori  |
| ---------- | ---------- | ---------- |
|            |            |            |
|            |            |            |
|            |            |            |
|            |            |            |
| 1948       | 369        |            |
| 1953       | 394        |            |
| 1961       | 438        |            |
| 1971       | 466        |            |
| 1981       | 442        |            |
| 1991       | 413        | 412        |
| 2003       | 481        | 389        |

| \| Componența etnică conform recensământului din 2003[2] \| Componența etnică conform recensământului din 2003[2] \| Componența etnică conform recensământului din 2003[2] \| Componența etnică conform recensământului din 2003[2] \| Componența etnică conform recensământului din 2003[2] \| \| ----------------------------------------------------- \| ----------------------------------------------------- \| ----------------------------------------------------- \| ----------------------------------------------------- \| ----------------------------------------------------- \| \| \| \| \| \| \| \| Bosniaci \| Bosniaci \| \| 306 \| 78,66% \| \| Sârbi \| Sârbi \| \| 54 \| 13,88% \| \| Musulmani \| Musulmani \| \| 16 \| 4,11% \| \| Muntenegreni \| Muntenegreni \| \| 10 \| 2,57% \| \| necunoscută \| necunoscută \| \| 0 \| 0% \| |              |  |     |        |
| Componența etnică conform recensământului din 2003 |              |  |     |        |
| |              |  |     |        |
| Bosniaci | Bosniaci     |  | 306 | 78,66% |
| Sârbi | Sârbi        |  | 54  | 13,88% |
| Musulmani | Musulmani    |  | 16  | 4,11%  |
| Muntenegreni | Muntenegreni |  | 10  | 2,57%  |
| necunoscută | necunoscută  |  | 0   | 0%     |